# Aire urbaine d'Issoire
L'aire urbaine d'Issoire est une aire urbaine française centrée sur l'unité urbaine d'Issoire, dans le Puy-de-Dôme. Composée de 28 communes, elle comptait 27 718 habitants en 2015.

## Données générales
D'après la définition qu'en donne l'INSEE, l'aire urbaine d'Issoire est composée de 28 communes, situées dans le Puy-de-Dôme. 
2 communes de l'aire urbaine font partie de l'unité urbaine.
Le tableau suivant détaille la répartition de l'aire urbaine sur le département (les pourcentages s'entendent en proportion du département) :
| Département | Communes | Communes (%) | Superficie (km²) | Superficie (%) | Population (2015) | Population (%) |
| ----------- | -------- | ------------ | ---------------- | -------------- | ----------------- | -------------- |
| Puy-de-Dôme | 28       | 6,0          | 238,2            | 3,0            | 27 718            | 4,3            |

## Composition
L'aire urbaine est composée des 28 communes suivantes :
| Nom                     | Code Insee | Statut           | Superficie (km2) | Population (dernière pop. légale) | Densité (hab./km2) |
| ----------------------- | ---------- | ---------------- | ---------------- | --------------------------------- | ------------------ |
| Antoingt                | 63005      |                  | 7,83             | 416 (2022)                        | 53                 |
| Aulhat-Flat             | 63160      | commune nouvelle | 12,78            | 938 (2022)                        | 73                 |
| Bansat                  | 63029      |                  | 10,31            | 263 (2022)                        | 26                 |
| Bergonne                | 63036      |                  | 5,75             | 316 (2022)                        | 55                 |
| Brenat                  | 63051      |                  | 8,83             | 629 (2022)                        | 71                 |
| Le Breuil-sur-Couze     | 63052      |                  | 5,94             | 1 030 (2022)                      | 173                |
| Le Broc                 | 63054      |                  | 17,45            | 632 (2022)                        | 36                 |
| Chalus                  | 63074      |                  | 6,58             | 181 (2022)                        | 28                 |
| Chidrac                 | 63109      |                  | 3,57             | 494 (2022)                        | 138                |
| Gignat                  | 63166      |                  | 3,49             | 254 (2022)                        | 73                 |
| Issoire                 | 63178      |                  | 19,69            | 15 078 (2022)                     | 766                |
| Lamontgie               | 63185      |                  | 7,09             | 646 (2022)                        | 91                 |
| Mareugheol              | 63209      |                  | 7,54             | 226 (2022)                        | 30                 |
| Meilhaud                | 63222      |                  | 4,47             | 495 (2022)                        | 111                |
| Nonette-Orsonnette      | 63255      | commune nouvelle | 10,65            | 618 (2022)                        | 58                 |
| Orbeil                  | 63261      |                  | 9,65             | 881 (2022)                        | 91                 |
| Pardines                | 63268      |                  | 5,18             | 301 (2022)                        | 58                 |
| Parentignat             | 63270      |                  | 3,71             | 481 (2022)                        | 130                |
| Perrier                 | 63275      |                  | 6,37             | 912 (2022)                        | 143                |
| Les Pradeaux            | 63287      |                  | 5,54             | 355 (2022)                        | 64                 |
| Saint-Babel             | 63321      |                  | 19,31            | 942 (2022)                        | 49                 |
| Saint-Jean-en-Val       | 63366      |                  | 12,09            | 352 (2022)                        | 29                 |
| Saint-Martin-des-Plains | 63375      |                  | 3,87             | 178 (2022)                        | 46                 |
| Saint-Rémy-de-Chargnat  | 63392      |                  | 6,21             | 628 (2022)                        | 101                |
| Solignat                | 63422      |                  | 11,07            | 520 (2022)                        | 47                 |
| Usson                   | 63439      |                  | 5,43             | 297 (2022)                        | 55                 |
| Varennes-sur-Usson      | 63444      |                  | 6,15             | 315 (2022)                        | 51                 |
| Vodable                 | 63466      |                  | 11,68            | 188 (2022)                        | 16                 |

### Évolution de la composition
- 1999 : 37 communes (dont 2 forment le pôle urbain)
- 2010 : 30 communes (dont 2 forment le pôle urbain)
  - Pardines ajoutée à la couronne du pôle urbain
  - Collanges, Saint-Cirgues-sur-Couze, Saint-Germain-Lembron, Saint-Vincent, Saint-Yvoine, Ternant-les-Eaux, Vichel et Villeneuve deviennent des communes multipolariées
  - Fusion de Flat et Aulhat-Saint-Privat en Aulhat-Flat et de Nonette et Orsonnette en Nonette-Orsonnette

## Évolution démographique
| 1968   | 1975   | 1982   | 1990   | 1999   | 2010   | 2015   |
| ------ | ------ | ------ | ------ | ------ | ------ | ------ |
| 21 304 | 23 162 | 23 625 | 23 826 | 24 596 | 26 544 | 27 718 |

## Caractéristiques en 1999
D'après la définition qu'en donne l'INSEE, l'aire urbaine d'Issoire est composée de 37 communes, situées dans le Puy-de-Dôme. Ses 28 980 habitants font d'elle la 209e aire urbaine de France.
2 communes de l'aire urbaine sont des pôles urbains.
Le tableau suivant détaille la répartition de l'aire urbaine sur le département (les pourcentages s'entendent en proportion du département) :
| Département | Communes | Communes (%) | Superficie (km²) | Superficie (%) | Population (1999) | Population (%) |
| ----------- | -------- | ------------ | ---------------- | -------------- | ----------------- | -------------- |
| Puy-de-Dôme | 37       | 7,9          | 283,00           | 3,6            | 28 980            | 4,6            |